# Privatdetektiv Anthonsen
Privatdetektiv Anthonsen (Anthonsen) ist eine dänische Fernsehserie, die in fünf Abschnitten für Danmarks Radio produziert und in dessen Abendprogramm erstmals 1984 ausgestrahlt wurde. Die Regie führte Erik Balling und die Drehbücher schrieb Balling gemeinsam mit Henning Bahs.

## Inhalt und Anmerkungen
Der Protagonist, Privatdetektiv Holger Anthonsen aus Valby, leidet immer unter einer chronischen Erkältung, die ihm zu schaffen macht. Er wird öfters mit etwas heiklen Aufträgen beauftragt, die er in Sherlock-Holmes-Manier zu lösen versucht. Seine Sekretärin und Haushälterin Fräulein Nyborg unterstützt ihn dabei. Die Serie war ein Spin-off von Erik Balling und Henning Bahs zu dem Film Rend mig i revolutionen (1970), in dem Ove Sprogøe ebenfalls die Rolle des Detektiv Anthonsen spielte. Die markante Titelmelodie und Filmmusik wurde von Kim Larsen komponiert und selbst interpretiert. In der Serie spielen viele beliebte Schauspieler aus der Olsenbande mit und sie enthält auch mehrere Querverweise dazu.
Für das Fernsehen der DDR wurden alle Folgen auf Deutsch synchronisiert und in fünf Abschnitten 1986 im Abendprogramm des DDR-F2 gesendet. Seit der Wende in Ostdeutschland (1990) wurde die Serie im deutschen Fernsehen bisher nicht wieder ausgestrahlt. In Dänemark wurde die Serie mittlerweile auch als DVD veröffentlicht. Gleichzeitig kann man sich seit einiger Zeit bei DR Bonanza auf dr.dk vom DR's Kulturarvsprojekt (Kulturerbeprojekt von Danmarks Radio) alle Folgen im Original Online anschauen. Eine deutsche Version der Serie ist bisher nicht erhältlich.

## Folgen

### Dänische Titel
1. Den store sag (Die große Sache); Erstausstrahlung 1. Dezember 1984
2. Den døde mand (Der tote Mann); Erstausstrahlung 8. Dezember 1984
3. Den gale mand (Der verrückte Mann); Erstausstrahlung 15. Dezember 1984
4. Millioner med mere (Millionen und mehr): Teil 1; Erstausstrahlung 22. Dezember 1984
5. Millioner med mere (Millionen und mehr): Teil 2; Erstausstrahlung 29. Dezember 1984

### Deutsche Titel
1. Begehrte Steinchen; Erstausstrahlung 9. Januar 1986[3]
2. Halluzinationen?; Erstausstrahlung 16. Januar 1986
3. Irrtum nicht ausgeschlossen; Erstausstrahlung 23. Januar 1986
4. Millionen über Millionen: Teil 1; Erstausstrahlung 30. Januar 1986
5. Millionen über Millionen: Teil 2; Erstausstrahlung 30. Januar 1986